# Rödskiktsdyna
Rödskiktsdyna (Hypoxylon rutilum) är en svampart som beskrevs av Tul. & C. Tul. 1863. Rödskiktsdyna ingår i släktet Hypoxylon och familjen kolkärnsvampar.  Arten är reproducerande i Sverige. Inga underarter finns listade i Catalogue of Life.